# Gordon Bennett Motor Race
Gordon Bennett Motor Race è un cortometraggio del 1903

## Trama
Documentario sulla gara automobilistica Coppa Gordon Bennett del 1903 svoltasi il 2 luglio del 1903 per le strade di Athy in Irlanda.

## Location
- Contea di Kerry, Irlanda